# Gladsaxe Trafikplads
Gladsaxe Trafikplads er en busterminal ved hjørnet af Gladsaxe Møllevej og Gladsaxe Ringvej i Gladsaxe i København. Pladsen er udformet som en aflang vendesløjfe, som flere af Movias buslinjer har stoppesteder og endestation på ydersiden af. Desuden har flere andre buslinjer stoppesteder udfor terminalen på Gladsaxe Møllevej og Gladsaxe Ringvej.

## Historie
Pladsen blev indviet 2. december 1952 og bestod dengang af to uafhængige vendesløjfer i tillempet hjerteform med ind- og udkørsel fra Gladsaxe Møllevej. Den nordlige sløjfe ved ringvejen blev benyttet af det daværende selskab Forenede Rutebiler, hvis busser her holdt ved fire stoppestedsøer med plads til hver to busser. Fra starten betjentes denne del af pladsen af linje 119, 160, 161, 162 og 163. Driften var koordineret, så hvert 10. minut kunne man se op mod otte af selskabets busser køre ind på pladsen, så passagererne kunne skifte hurtigt og nemt. Dette system blev dog senere droppet til fordel for korrespondance med S-tog andre steder.
Den sydlige del af pladsen var udformet med to stoppestedsøer for Københavns Sporvejes linje 38, der havde endestation her frem til 1968. På denne del af pladsen var der opført en bygning med ventesal, kiosk, toiletter og folkerum for sporvejenes personale.
I de efterfølgende fire årtier skete der ingen større ændringer af pladsen men til gengæld en del ændringer af buslinjerne, blandt andet som følge af at Københavns Sporveje, Forenede Rutebiler m.fl. blev sluttet sammen til Hovedstadsområdets Trafikselskab (HT) i 1974. Andre ændringer skyldtes indførelsen af S-busser fra 1990, hvor den nye linje 300S blev ude på ringvejen for at holde køretiden nede ved at undgå omvejen ind omkring trafikpladsen.
I efteråret 1996 gennemgik pladsen en omfattende ombygning. I stedet for to adskilte sløjfer etableredes nu en stor med en plads indimellem, som busserne fik stoppesteder langs med. På selve pladsen var der fremdeles bygning med kiosk og toiletter. Linje 300S m.fl. beholdt dog sine stoppesteder på ringvejen, mens linje 200S og 166 blev flyttet tilsvarende ud på Gladsaxe Møllevej. I de efterfølgende år tyndede det yderligere ud i de linjer, der holdt i selve terminalen. Efter indførelsen af Nyt Bynet i oktober 2019 var der kun stoppested for linje 165 og afsætning for de ture på linje 250S, der kom til at ende der. Alle andre linjer stoppede udenfor på Gladsaxe Møllevej og Gladsaxe Ringvej.
I 2020-2021 blev pladsen ombygget igen, så den kom til at ligge vinkelret på Gladsaxe Møllevej udfor krydset med Columbusvej. Denne gang kom busserne til at køre i en aflang sløjfe med stoppesteder i skråparkering i ydersiderne. I midten anlagdes en smal ø, hvor der kom parkeringspladser for henstillede busser langs med. Kioskbygningen blev revet ned. Den ombyggede terminal blev taget i brug 18. marts 2021, hvor linje 68, 160, 165 og 250S kom til at stoppe eller vende der.
I sommeren 2026 forventes den anden del af Hovedstadens Letbane at åbne. Letbanen står til at afløse den nuværende linje 300S og vil få station på Gladsaxe Ringvej ved Gladsaxe Trafikplads. Byggeriet har dog givet linje 300S problemer med at holde køretiderne. 7. august 2022 blev den derfor ændret til at køre som tre overlappende systemer. Et nordlig og en sydlig fik begge endestation på Gladsaxe Trafikplads, hvor passagerne med dem så måtte skifte. Det blev dog droppet igen 10. december 2023, hvor der atter kom gennemgående drift på alle afgange på linjen.